# Cantó de La Ferté-Vidame
El cantó de La Ferté-Vidame és un cantó francès del departament d'Eure i Loir, situat al districte de Dreux. Té 7 municipis i el cap és La Ferté-Vidame.

## Municipis
- Boissy-lès-Perche
- La Chapelle-Fortin
- La Ferté-Vidame
- Lamblore
- Morvilliers
- Les Ressuintes
- Rohaire

## Història
| Data d'elecció                           | Identitat          | Partit                       | Qualitat |
| ---------------------------------------- | ------------------ | ---------------------------- | -------- |
| 1945-1955                                | Pierre Lefébure    | Divers droite                |          |
| 1955-1961                                | Roland Thibault    | radical-RGR                  |          |
| 1961-1973                                | Gaston Goussard    | MRP, després UDR             |          |
| 1973-2004                                | Jacques Dussutour  | RI, després RPR, després UMP |          |
| 2004-                                    | Jean-Pierre Jallot | UMP                          |          |
| les dades anteriors no són pas conegudes |                    |                              |          |
|                                          |                    |                              |          |

## Demografia
| A partir de 1990: Població sense dobles comptes |